# ووزواوکی
ووزواوکی (به لاتین: Wozławki) یک روستا در لهستان است که در گمینا بیشتنک واقع شده‌است.